# Fissidens madecassus
Fissidens madecassus är en bladmossart som beskrevs av W. P. Schimper och C. Müller 1864. Fissidens madecassus ingår i släktet fickmossor, och familjen Fissidentaceae. Inga underarter finns listade i Catalogue of Life.